# Matang Karieng
Matang Karieng is een bestuurslaag in het regentschap Aceh Utara van de provincie Atjeh, Indonesië. Matang Karieng telt 338 inwoners (volkstelling 2010).